# Siegfried Mielke
Siegfried Mielke (né le 28 avril 1941 à Kremerbruch, province de Poméranie) est un politologue allemand.

## Biographie
Siegfried Mielke a étudié les sciences politiques, la sociologie politique et l'histoire moderne à l'Université libre de Berlin (FU Berlin) de 1962 à 1966. Il obtient en 1966 un diplôme en sciences politiques et une mineure en histoire moderne. De 1967 à 1971, il est assistant de recherche d'Ernst Fraenkel à l'Institut Otto-Suhr de l'Université libre de Berlin, où il obtient son doctorat en 1972.
Mielke enseigne à l'Institut Otto-Suhr de l'Université libre de Berlin de 1972 à 1978 en tant que professeur assistant. De 1972 à 1974, il est membre du conseil d'administration de Président du Conseil de la FU Berlin. Il obtient son habilitation de sciences politiques à Berlin en 1976. Depuis 1979, il est professeur de sciences politiques spécialisé dans les systèmes politiques, les groupes d'intérêt et les fondements historiques à l'Université libre de Berlin. À partir de 1979, Mielke est directeur général de l'Institut de politique intérieure et d'études comparées du Département des sciences politiques et sociales de l'Université libre de Berlin pendant plusieurs mandats (de deux ans). Pendant de nombreuses années, il occupe le poste de président de la commission d'examen et de doctorat de l'Institut Otto-Suhr. En outre, de 1996 à 2006, avec Bodo Zeuner (de), il dirige le département Politique syndicale nationale et internationale, qui est lié à cet institut, et il est toujours actif dans ses organes de direction aujourd'hui. En 1999, 2004 et 2005, il est directeur exécutif de l'Institut Otto-Suhr. Malgré sa retraite, il continue d'être actif dans l'enseignement et la recherche à l'Institut Otto-Suhr.

## Recherche et travail
Au cours des dernières décennies, les principaux domaines d'intérêt de Mielke dans l'enseignement et la recherche sont le système politique de la République fédérale d'Allemagne, le parlementarisme aux niveaux fédéral et étatique, le fédéralisme et la recherche comparative sur les groupes d'intérêt. Le développement et les exigences constitutionnelles des parlements fédéraux allemands font l'objet de plusieurs écrits de Mielke. Plus précisément, il examine l'organisation, la composition politique et sociale et les changements de fonction des parlements des États. En outre, l'essentiel de ses investigations se situe dans le domaine de la recherche syndicale nationale et internationale. Parallèlement, Mielke traite du développement des organisations patronales et salariales, du pluralisme et du corporatisme, de la résistance contre le national-socialisme, du système des camps de concentration et des camps spéciaux soviétiques dans la zone d'occupation soviétique après 1945.
Une partie importante des publications de Mielke traite du développement des syndicats en Allemagne - en particulier du développement historique et de la reconstruction des syndicats après la fin de la Seconde Guerre mondiale. Dans ses travaux de recherche, le groupe de recherche de l'Institut Otto-Suhr dirigé par Mielke examine également le domaine de la régulation politique des relations industrielles dans le cadre du thème "politique syndicale nationale et internationale". Il s'agit d'un domaine de recherche qui inclut les processus de négociation entre l'État, le capital et le travail - tant dans le système politique qu'économique à différents niveaux d'action en ce qui concerne les normes, les règles, les procédures et les institutions. Avec ses principaux thèmes de "développement syndical" et de "relations industrielles", Mielke s'inscrit dans une longue tradition de recherche de l'Institut Otto-Suhr, qui remonte entre autres au fondateur de l'institut, Otto Suhr. Avec Britta Herweg, Mielke présente également cet homonyme et ses activités dans le mouvement syndical dans une publication. Mielke écrit également une quarantaine d'articles avec Peter Rütters pour l'encyclopédie Brockhaus (19e et 20e éditions). Il s'agit avant tout des contributions aux organisations syndicales nationales et internationales.
L'un de ses principaux projets de recherche est consacré au thème "Résistance, persécution et émigration des syndicalistes sous le national-socialisme". Outre des essais et des éditions sources avec Stefan Heinz et Günter Morsch (de), Mielke publie plusieurs monographies et manuels biographiques. Dans les anthologies biographiques, les destins individuels de syndicalistes persécutés sous le régime nazi sont présentés et replacés dans leur contexte historique. Depuis 2012, Mielke et Heinz sont les éditeurs de la série de livres « Gewerkschafter im Nationalsozialismus. Verfolgung – Widerstand – Emigration" au Metropol Verlag.
Dans le cadre des cours de Mielke, plusieurs projets d'exposition sont créés qui traitaient de la persécution, de la résistance et de l'émigration des rangs des travailleurs et des groupes de travailleurs. traiter avec le mouvement syndical sous le national-socialisme. Une exposition sur Internet, créée en collaboration avec la Fondation des mémoriaux de Brandebourg (de), rend hommage aux prisonniers politiques du camp de concentration d'Oranienbourg. Une autre exposition, qui est produite en coopération avec le Mémorial de la Résistance allemande, et un volume d'accompagnement édité par Mielke traitent de la résistance des professeurs et des étudiants de l'Université allemande de politique contre le national-socialisme. Une autre exposition itinérante et un volume complémentaire présentent des syndicalistes emprisonnés dans les camps de concentration allemands entre 1933 et 1945.
En 2006, Siegfried Mielke reçoit le "LorBear" de l'Institut Otto-Suhr de sciences politiques pour son "enseignement exceptionnel" .

## Travaux (sélection)

### monographies
- Länderparlamentarismus (= Schriftenreihe der Bundeszentrale für Politische Bildung. Bd. 83). Bonn 1971.
- Der Hansa-Bund für Handel, Gewerbe und Industrie. Der gescheiterte Versuch einer antifeudalen Sammlungspolitik (= Kritische Studien zur Geschichtswissenschaft (de). Bd. 17). Vandenhoeck & Ruprecht, Göttingen 1976,  (ISBN 3-525-35968-3).
- Internationales Gewerkschafts-Handbuch. Leske und Budrich, Opladen 1983,  (ISBN 3-8100-0362-X).
- (mit Stefan Heinz): Eisenbahngewerkschafter im NS-Staat: Verfolgung – Widerstand – Emigration (1933–1945) (= Gewerkschafter im Nationalsozialismus. Verfolgung – Widerstand – Emigration. Bd. 7), Metropol Verlag, Berlin 2017,  (ISBN 978-3-86331-353-1).
- (mit Stefan Heinz): Alwin Brandes (1866–1949). Oppositioneller – Reformer – Widerstandskämpfer. Mit einem Vorwort von Jörg Hofmann (de) (= Gewerkschafter im Nationalsozialismus. Verfolgung – Widerstand – Emigration. Bd. 9), Metropol Verlag, Berlin 2019,  (ISBN 978-3-86331-486-6).

### rédactions
- Quellen zur Geschichte der deutschen Gewerkschaftsbewegung im 20. Jahrhundert, Band 5–8, Bund-Verlag, Köln 1987–1999, und Band 15, J. H. W. Dietz Nachf. Verlag, Bonn 2011.
- Gewerkschafter in den Konzentrationslagern Oranienburg und Sachsenhausen. Biographisches Handbuch, Bd. 1–4, Edition Hentrich und Metropol Verlag, Berlin 2002–2013,  (ISBN 3-89468-268-X) (Bd. 1),  (ISBN 3-89468-275-2) (Bd. 2),  (ISBN 3-89468-280-9) (Bd. 3),  (ISBN 978-3-86331-148-3) (Bd. 4) [Bde. 2 und 3 hrsg. in Verbindung mit Günter Morsch, Bd. 4 hrsg. mit Stefan Heinz unter Mitarbeit von Julia Pietsch].
- (mit Werner Reutter): Länderparlamentarismus in Deutschland. Geschichte – Struktur – Funktionen, VS Verlag, Wiesbaden 2004 (2. durchgesehene und aktualisierte Auflage 2011),  (ISBN 978-3-531-18361-9).
- Gewerkschafterinnen im NS-Staat. Verfolgung, Widerstand, Emigration, Klartext, Essen 2008,  (ISBN 978-3-89861-914-1).
- (unter Mitarbeit von Marion Goers, Stefan Heinz, Matthias Oden, Sebastian Bödecker): Einzigartig – Dozenten, Studierende und Repräsentanten der Deutschen Hochschule für Politik (1920–1933) im Widerstand gegen den Nationalsozialismus, Lukas Verlag, Berlin 2008,  (ISBN 978-3-86732-032-0).
- (mit Günter Morsch): „Seid wachsam, dass über Deutschland nie wieder die Nacht hereinbricht.“ Gewerkschafter in Konzentrationslagern 1933–1945. Begleitband zur Ausstellung der Stiftung Brandenburgische Gedenkstätten, der Arbeitsstelle Nationale und Internationale Gewerkschaftspolitik der FU Berlin und der Hans-Böckler-Stiftung, Metropol Verlag, Berlin 2011,  (ISBN 978-3-86331-031-8).
- (mit Stefan Heinz unter Mitarbeit von Marion Goers): Funktionäre des Deutschen Metallarbeiterverbandes im NS-Staat. Widerstand und Verfolgung (= Gewerkschafter im Nationalsozialismus. Verfolgung – Widerstand – Emigration, Bd. 1), Metropol Verlag, Berlin 2012,  (ISBN 978-3-86331-059-2).
- (mit Stefan Heinz): Funktionäre des Einheitsverbandes der Metallarbeiter Berlins im NS-Staat. Widerstand und Verfolgung (= Gewerkschafter im Nationalsozialismus. Verfolgung – Widerstand – Emigration, Bd. 2), Metropol Verlag, Berlin 2012,  (ISBN 978-3-86331-062-2).
- (mit Stefan Heinz unter Mitarbeit von Julia Pietsch): Emigrierte Metallgewerkschafter im Kampf gegen das NS-Regime (= Gewerkschafter im Nationalsozialismus. Verfolgung – Widerstand – Emigration, Bd. 3), Metropol Verlag, Berlin 2014,  (ISBN 978-3-86331-210-7).
- (unter Mitarbeit von Marion Goers): Gewerkschafterinnen im NS-Staat. Biografisches Handbuch, Band 2 (= Gewerkschafter im Nationalsozialismus. Verfolgung – Widerstand – Emigration, Bd. 10), Metropol Verlag, Berlin 2022,  (ISBN 978-3-86331-633-4).